# Parodia scopa
Parodia scopa är en kaktusväxtart som först beskrevs av Spreng., och fick sitt nu gällande namn av Nigel Paul Taylor. Parodia scopa ingår i släktet Parodia och familjen kaktusväxter.

## Underarter
Arten delas in i följande underarter:
- P. s. marchesii
- P. s. neobuenekeri
- P. s. scopa
- P. s. succinea

## Bildgalleri

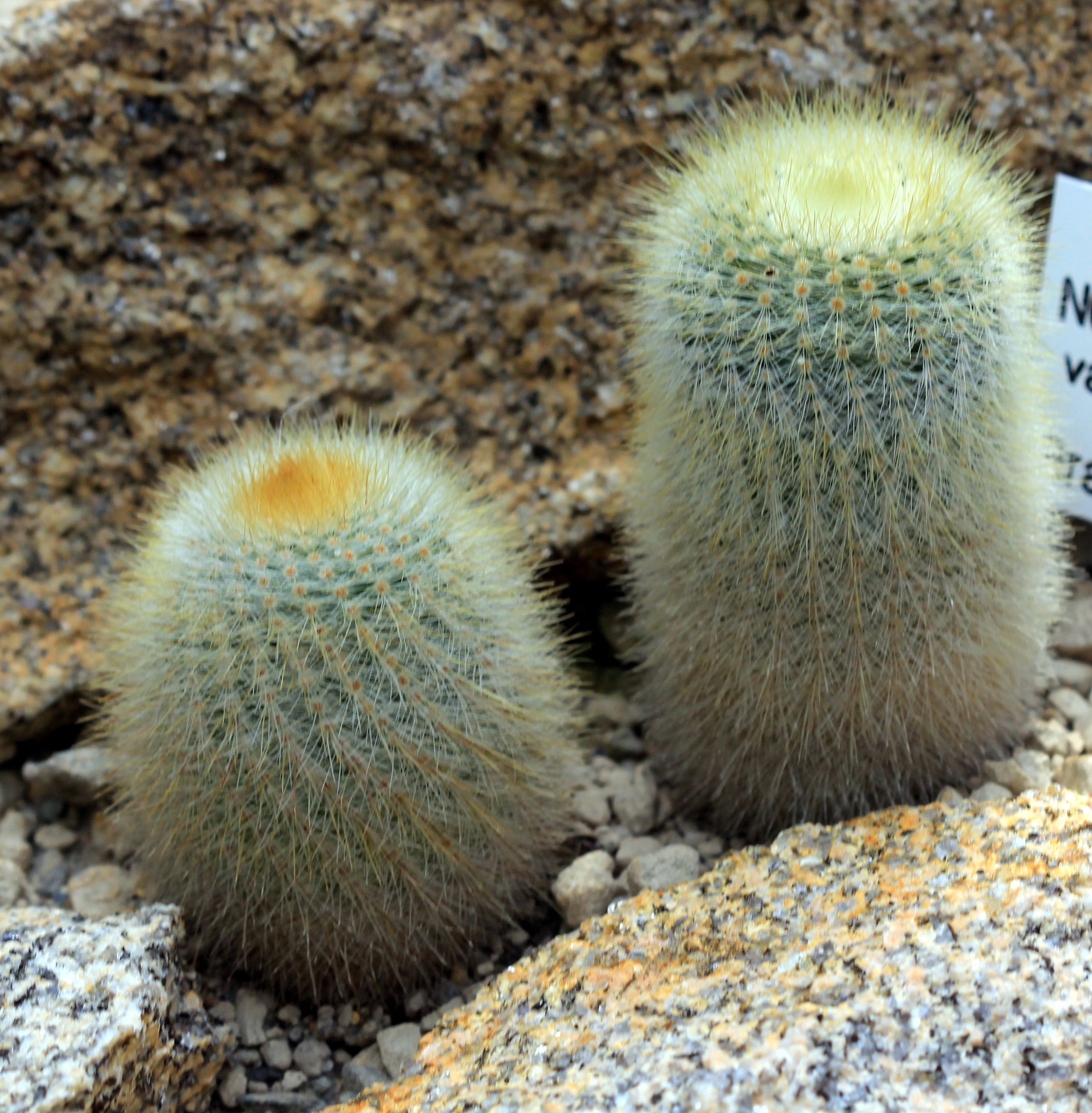
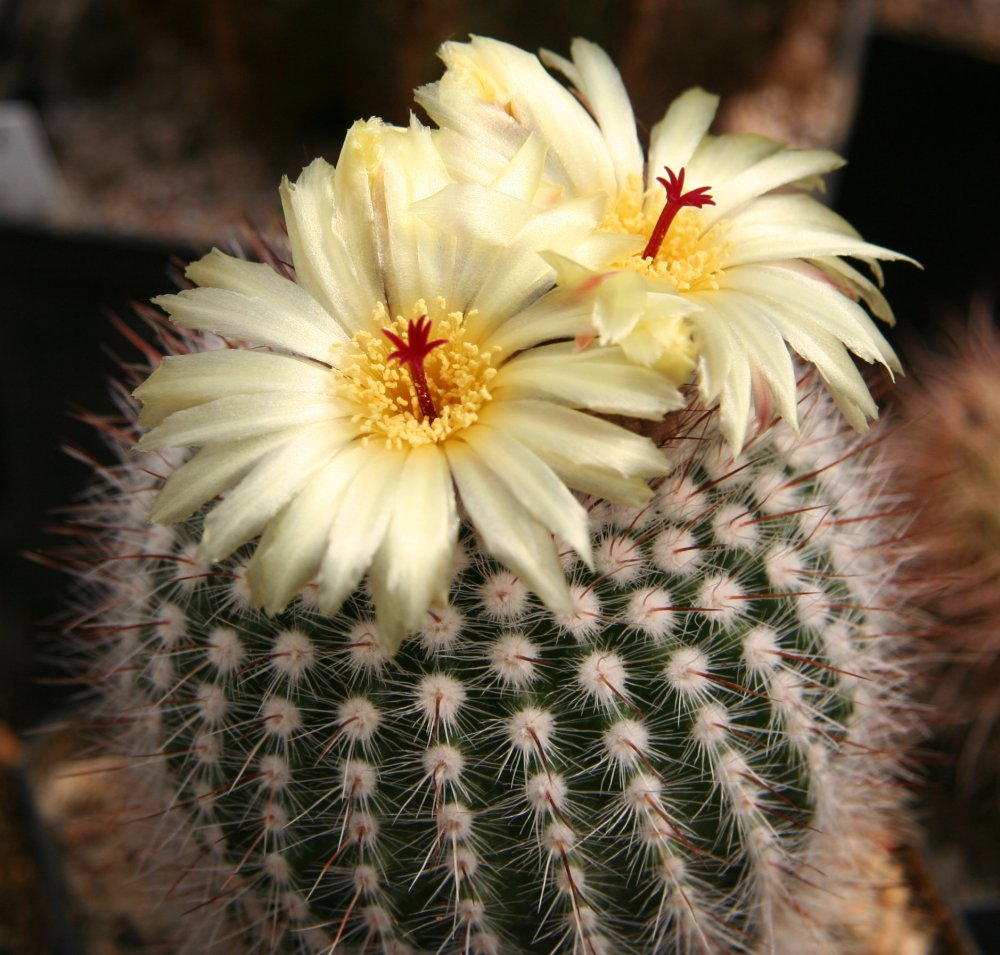
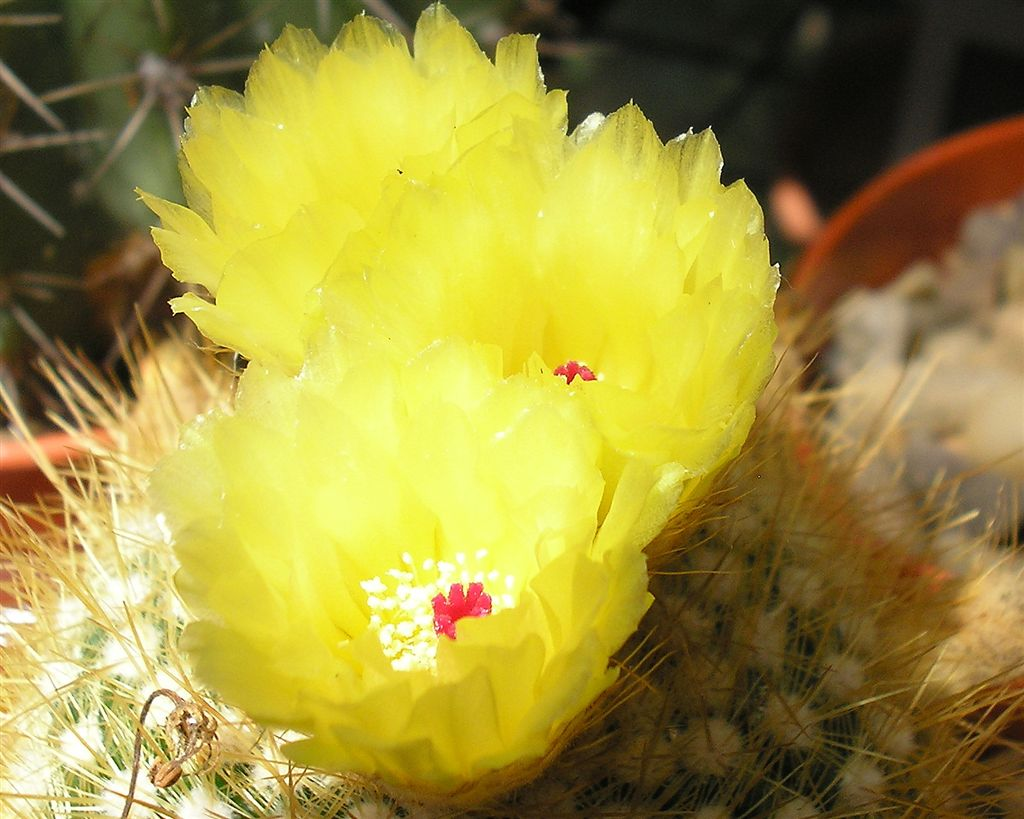
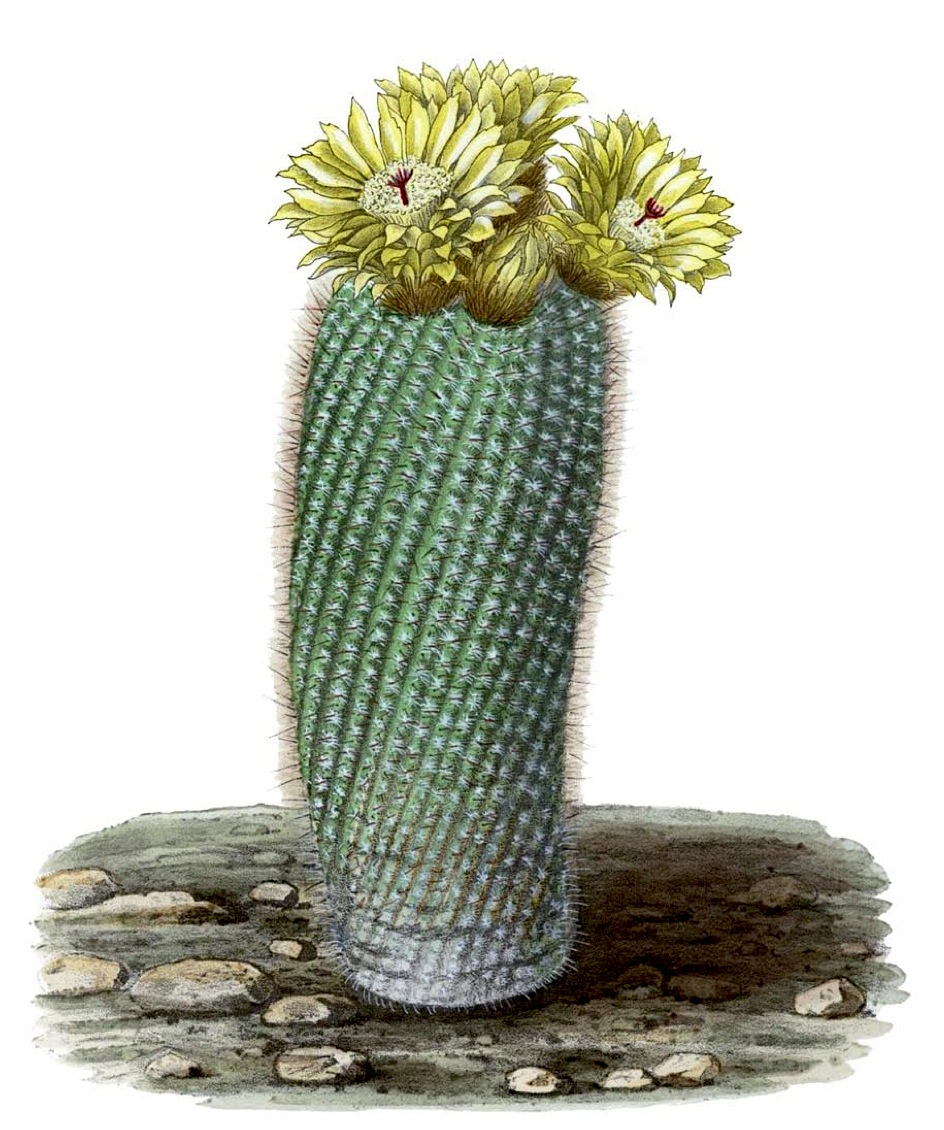